# 哈穆德·本·穆罕默德
騎士總司令賽義德-哈穆德·本·穆罕默德·布賽義迪（阿拉伯语：‎；1896年8月27日-1902年7月18日）為尚吉巴蘇丹國的第七任蘇丹，並從1896年8月27日統治尚吉巴至1902年7月18日。期間在1897年4月6日，他頒布了廢除尚吉巴奴隸制度之最終法令。

## 註腳
1. 1 2  Ingrams 1967，第175頁